# William Leeming Harrison
William Leeming Harrison (ur. 30 grudnia 1897 w Toronto, zm. 6 stycznia 1960 w Auckland) – kanadyjski as myśliwski okresu I wojny światowej. Odniósł 12 zwycięstw powietrznych.

## Życiorys
William Leeming Harrison był synem doktora Williama Spencera Harrisona. W latach 1913–1916 uczęszczał do  St. Andrew's College. Do armii wstąpił 3 kwietnia 1916 roku i służył w 220th York Rangers Overseas Battalion.
21 listopada został przeniesiony do RFC w Kanadzie i po przejściu w pierwszej połowie 1917 roku szkolenia z pilotażu w Anglii przydzielono go do eskadry myśliwskiej No. 40 Squadron RAF, w której służył do 10 kwietnia 1918 roku.
W jednostce odniósł 9 sierpnia 1917 roku swoje pierwsze zwycięstwo powietrzne nad balonem obserwacyjnym. Do 10 kwietnia 1918 roku zwyciężył w powietrzu 11 razy. 10 kwietnia został przeniesiony do No. 1 Squadron RAF. Już następnego dnia odniósł swoje 12 i ostatnie zwycięstwo. 12 kwietnia 1918 roku został ranny. Do czynnej służby frontowej już nie powrócił, a od 4 maja 1918 roku służył w jednostkach lotniczych na terytorium Anglii.
William Leeming Harrison był odznaczony Military Cross.